# Saison 2010 des Packers de Green Bay
La saison 2010 des Packers de Green Bay est la 90e saison de la franchise en National Football League (NFL)  ainsi que la 92e depuis son existence. Les Packers finissent second de la NFC North et se qualifient pour la série éliminatoire Green Bay remporte le Super Bowl XLV contre les Steelers de Pittsburgh sur un score de 31-25. Le quarterback de l'équipe Aaron Rodgers est nommé MVP de ce match.

## Avant saison

### Draft
La saison 2009 s'achève pour les Packers sur un score de 11-5. L'équipe se situe à la 23e position du choix. Le premier choix des Packers est l'offensive tackle Bryan Bulaga jouant avec les Hawkeyes de l'Iowa, équipe de l'université de l'Iowa. Le lendemain, les Packers intègrent Mike Neal, le defensive end des Boilermakers de Purdue de l'université Purdue. Après un échange des places de sélection avec les Eagles de Philadelphie, les Packers choisissent Morgan Burnett, safety des Yellow Jackets de Georgia Tech. Le draft se poursuit avec les sélections de Andrew Quarless, Tight end des Nittany Lions de Penn State de l'université d'État de Pennsylvanie, de Marshall Newhouse, offensive guard des Horned Frogs de l'université chrétienne du Texas (draft supplémentaire accordé aux Packers après le départ de Colin Cole), de James Starks, Running back avec les Bulls de Buffalo de l'université de Buffalo et enfin de C. J. Wilson des Pirates de Caroline de l'Est lors du septième tour.
| Ordre du Draft | Ordre du Draft | Nom du joueur     | Position | Taille         | Poids           | Université      |
| Tour           | Choix          | Nom du joueur     | Position | Taille         | Poids           | Université      |
| -------------- | -------------- | ----------------- | -------- | -------------- | --------------- | --------------- |
| 1              | 23             | Bryan Bulaga      | OT       | 1,95 m (6′ 5″) | 143 kg (315 lb) | Iowa            |
| 2              | 56             | Mike Neal         | DE       | 1,90 m (6′ 3″) | 134 kg (295 lb) | Purdue          |
| 3              | 71             | Morgan Burnett    | S        | 1,85 m (6′ 1″) | 93 kg (205 lb)  | Georgia Tech    |
| 5              | 154            | Andrew Quarless   | TE       | 1,93 m (6′ 4″) | 113 kg (249 lb) | Penn State      |
| 5              | 169            | Marshall Newhouse | OG       | 1,93 m (6′ 4″) | 145 kg (319 lb) | Texas Christian |
| 6              | 193            | James Starks      | RB       | 1,88 m (6′ 2″) | 99 kg (218 lb)  | Buffalo         |
| 7              | 230            | C. J. Wilson      | DE       | 1,91 m (6′ 3″) | 132 kg (290 lb) | East Carolina   |

### Agents libres recrutés
Après le Draft qui permet au Packers de grossir ses rangs de sept jeunes joueurs, elle fait signer à onze joueurs n'ayant pas été drafté un contrat.
| - Quarterback Noah Shepard (Dakota du sud) - Wide receiver Chastin West (Fresno State) - Cornerback Sam Shields (Miami) - Runningback Quinn Porter (Stillman) - Linebacker Frank Zombo (Central Michigan) - Linebacker Alex Joseph (Temple) | - Linebacker Tim Knicky (Stephen F. Austin) - Linebacker John Russell (Wake Forest) - Guard Nick McDonald (Grand Valley State) - Tackle Chris Campbell (Eastern Illinois) - Wide receiver Jeff Moturi (UTEP) |

### Transferts

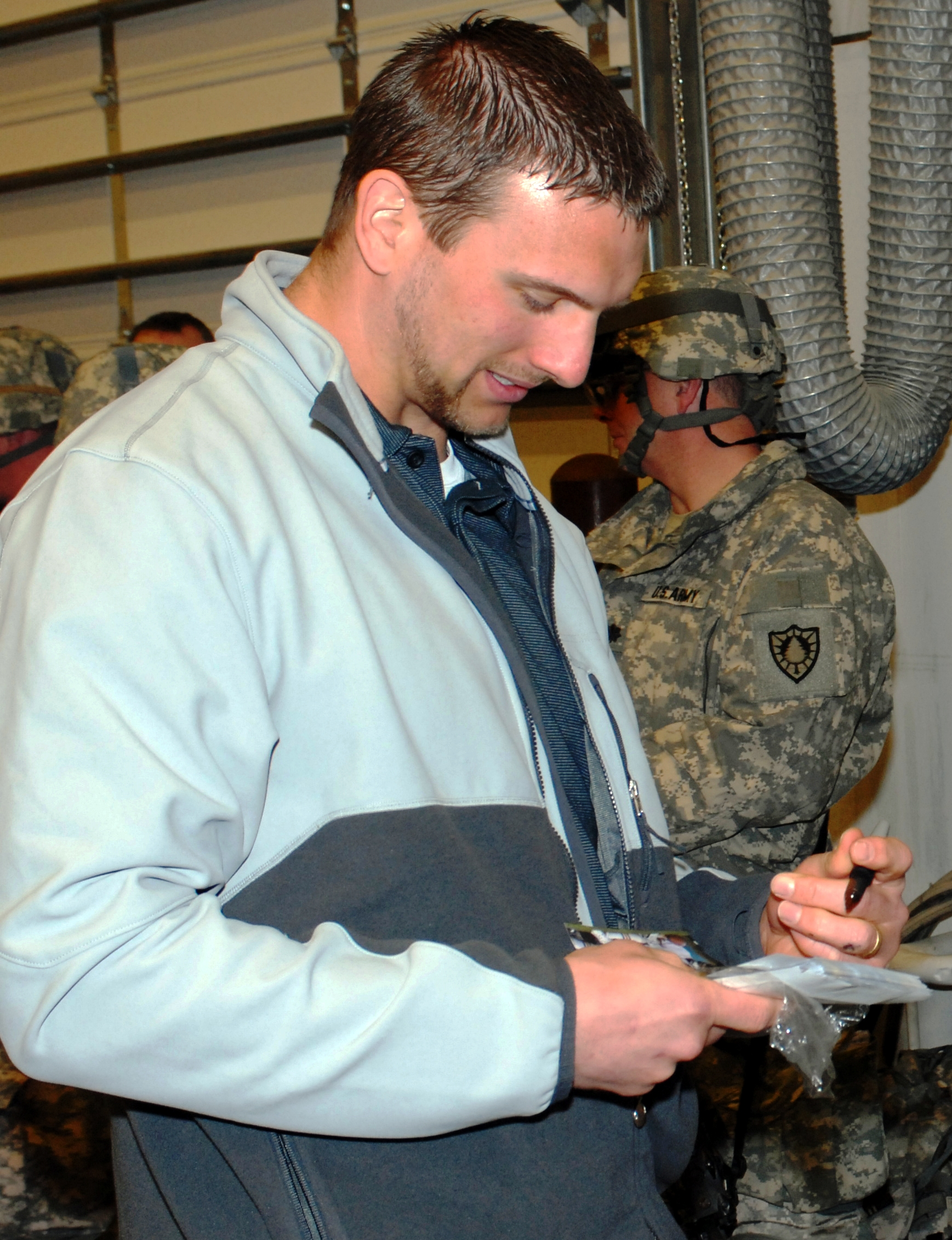
Aaron Kampman quitte les Packers pour les Jaguars de Jacksonville

Le premier mouvement hors draft de l'inter saison chez les Packers est le départ de Matt Giordano et de Michael Montgomery qui sont libérés le 5 mars 2011. Deux jours plus, le Defensive end Aaron Kampman accepte une offre des Jaguars de Jacksonville. Les Packers tente de grossir l'effectif en signant Charles Dillon, jouant en Arena Football League avec le Shock de Spokane mais il ne reste que le temps de la pré-saison et quitte la franchise le 4 septembre.
Le 16 mars, les Packers font signer un contrat à l'ancien joueur de l'Australian Football League Chris Bryan mais lui aussi reste le temps de la pré-saison. Les Packers voient beaucoup de changement dans leur effectif le 26 avril, Jeremy Thompson, après deux années avec Green Bay, est libéré pour raisons médicales ainsi que Devin Frischknecht. Le 12 mai, Stanley Daniels, évoluant avec l'équipe d'entrainement depuis deux ans, est remercié. Le 20 mai, Graham Harrell, signe un contrat avec les Packers en même temps que Chris Pizzotti quitte le club.
Les Packers font un coup de balai le 18 juin avec les départs de Trevor Ford, qui était arrivé un an auparavant comme agent libre et qui avait joué trois matchs lors de la saison 2009, de Khalil Jones, qui avait joué les deux derniers matchs de la saison 2009 et enfin Tim Knicky et Noah Shepard qui avait signé peu de temps après le draft de 2010. Le 30 juillet, c'est au tour de John Russell d'être libérer par les Packers.
Le 5 août, Jason Chery obtient un contrat avec les Packers mais il n'est pas gardé par la franchise qui le libère avant le début du championnat. Cinq jours plus tard, Maurice Simpkins jouant avec l'équipe voisine du Blizzard de Green Bay en arenafootball2, gagne un contrat mais il ne convient pas durant sa période d'essai. Le 28 août, les Packers se libèrent de Shawn Gore.
Le 4 septembre, les joueurs suivants quittent le club : Ronald Talley, Maurice Simpkins, Anthony Toribio, Chastin West, Patrick Williams, Jarius Wynn, Chris Bryan, Chris Campbell, Jason Chery, D. J. Clark, Evan Dietrich-Smith, Charles Dillon, Robert Francois, Breno Giacomini, Graham Harrell, Spencer Havner, Alex Joseph, Anthony Levine, Kregg Lumpkin et Cyril Obiozor.

### Affaire Johnny Jolly
Le 16 mars 2010, la NFL suspend le Defensive end Johnny Jolly indéfiniment après avoir été surpris avec deux cents grammes de codéine il y a deux ans à Houston.

### Blessures
Lors de la pré saison, Aleric Mullins est mis sur la liste des blessés le 30 juillet. Le 5 août, Jeff Moturi, se blesse et est libéré neuf jours plus tard. Le 10 août, c'est au tour de Josh Bell d'être envoyé à l'infirmerie après une blessure au pied. Le 31 août, Atari Bigby, Al Harris et James Starks sont déclarés comme inaptes alors que Quinn Porter est déclaré comme blessé. Le 2 septembre, Allen Barbre et Will Blackmon se blessent à l'entrainement, ils sont placés sur la liste des blessés deux jours plus tard.

## Effectif
| Numéro | Joueur         | Date de naissance |
| 6      | Graham Harrell | 22 mai 1985       |
| 10     | Matt Flynn     | 20 juin 1985      |
| 12     | Aaron Rodgers  | 2 décembre 1983   |

| Numéro | Joueur          | Date de naissance |
| 23     | Dimitri Nance   | 18 février 1988   |
| 30     | John Kuhn       | 9 septembre 1982  |
| 32     | Brandon Jackson | 2 février 1985    |
| 35     | Korey Hall      | 5 août 1983       |
| 44     | James Starks    | 25 février 1986   |
| 45     | Quinn Johnson   | 30 septembre 1986 |

| Numéro | Joueur        | Date de naissance |
| 16     | Brett Swain   | 21 mai 1985       |
| 80     | Donald Driver | 2 février 1975    |
| 85     | Greg Jennings | 21 septembre 1983 |
| 87     | Jordy Nelson  | 31 mai 1985       |
| 89     | James Jones   | 31 mars 1984      |

| Numéro | Joueur              | Date de naissance |
| 62     | Evan Dietrich-Smith | 19 juillet 1986   |
| 63     | Scott Wells         | 17 janvier 1981   |
| 67     | Nick McDonald       | 27 juin 1987      |
| 70     | T. J. Lang          | 20 septembre 1987 |
| 71     | Josh Sitton         | 16 juin 1986      |
| 72     | Jason Spitz         | 19 décembre 1982  |
| 73     | Daryn Colledge      | 11 février 1982   |
| 76     | Chad Clifton        | 26 juin 1976      |

| Numéro | Joueur         | Date de naissance |
| 77     | Cullen Jenkins | 20 janvier 1981   |
| 79     | Ryan Pickett   | 8 octobre 1979    |
| 90     | B. J. Raji     | 11 juillet 1986   |
| 94     | Jarius Wynn    | 29 août 1986      |
| 95     | Howard Green   | 12 janvier 1979   |
| 98     | C. J. Wilson   | 30 mars 1987      |

| Numéro | Joueur            | Date de naissance |
| 49     | Robert Francois   | 14 mai 1985       |
| 50     | A. J. Hawk        | 6 janvier 1984    |
| 52     | Clay Matthews III | 14 mai 1986       |
| 53     | Diyral Briggs     | 31 octobre 1985   |
| 55     | Desmond Bishop    | 24 juillet 1984   |
| 57     | Matt Wilhelm      | 2 février 1981    |
| 58     | Frank Zombo       | 5 mars 1987       |
| 93     | Erik Walden       | 21 août 1985      |

| Numéro | Joueur            | Date de naissance |
| 20     | Atari Bigby       | 19 septembre 1981 |
| 21     | Charles Woodson   | 7 octobre 1976    |
| 22     | Pat Lee           | 20 février 1984   |
| 24     | Jarrett Bush      | 21 mai 1984       |
| 26     | Charlie Peprah    | 24 février 1983   |
| 28     | Brandon Underwood | 24 juin 1986      |
| 36     | Nick Collins      | 16 août 1983      |
| 37     | Sam Shields       | 8 décembre 1987   |
| 38     | Tramon Williams   | 16 mars 1983      |
| 40     | Josh Gordy        | 9 février 1987    |

| Numéro | Joueur       | Date de naissance |
| 2      | Mason Crosby | 3 septembre 1987  |
| 8      | Tim Masthay  | 16 mars 1987      |
| 61     | Brett Goode  | 2 novembre 1984   |

| Numéro | Joueur            | Date de naissance |
| 25     | Ryan Grant        | 9 décembre 1982   |
| 27     | Anthony Smith     | 20 septembre 1983 |
| 29     | Derrick Martin    | 16 mai 1985       |
| 41     | Spencer Havner    | 2 février 1983    |
| 42     | Morgan Burnett    | 24 décembre 1991  |
| 51     | Brady Poppinga    | 21 septembre 1979 |
| 54     | Brandon Chillar   | 21 octobre 1982   |
| 56     | Nick Barnett      | 27 mai 1981       |
| 59     | Brad Jones        | 1er avril 1986    |
| 65     | Mark Tauscher     | 17 juin 1977      |
| 74     | Marshall Newhouse | 29 septembre 1988 |
| 88     | Jermichael Finley | 26 mars 1987      |
| 91     | Justin Harrell    | 14 février 1984   |
| 96     | Mike Neal         | 26 juin 1987      |
| 97     | Johnny Jolly      | 21 février 1983   |
| --     | Josh Bell         | 8 janvier 1985    |
| --     | Aleric Mullins    | 4 avril 1986      |

| Numéro | Joueur           | Date de naissance |
| 11     | Chastin West     | 1er mai 1987      |
| 17     | Antonio Robinson | 30 novembre 1985  |
| 34     | Anthony Levine   | 27 mars 1987      |
| 43     | Michael Greco    | 26 février 1987   |
| 48     | Cardia Jackson   | 13 avril 1988     |
| 60     | Curtis Young     | 8 janvier 1986    |
| 64     | Adrian Battles   | 30 octobre 1986   |
| 68     | Jay Ross         | 3 octobre 1987    |
| 69     | Chris Campbell   | 22 septembre 1986 |

## Staff technique

### Matchs de pré-saison

#### Les Packers chutent face aux Browns (0-1)

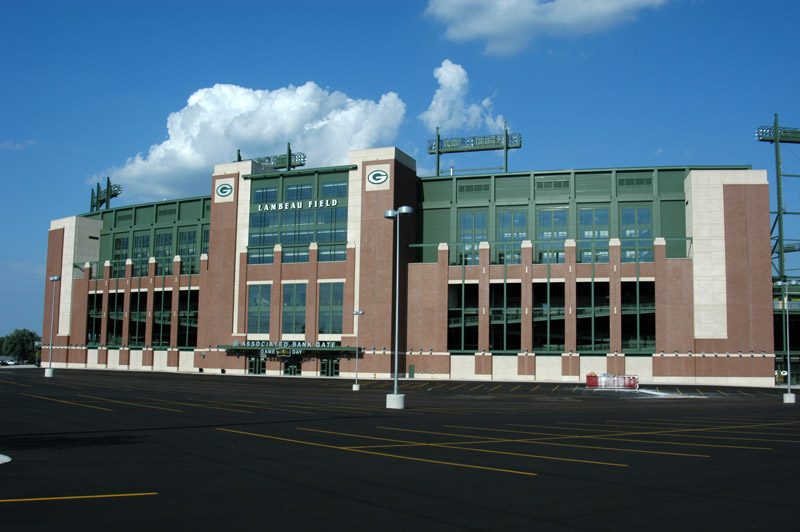
Les Packers perdent le premier match de la pré-saison sur leur terrain du Lambeau Field

Green Bay reçoit les Browns de Cleveland pour le premier match de pré saison le 14 août 2010. Les Packers ne peuvent pas compter sur Clay Matthews III, blessé aux muscles ischio-jambiers et Al Harris, blessé au genou. La franchise de Cleveland commence la rencontre avec son nouveau quarterback Jake Delhomme qui effectue de bonnes passes pour Mohamed Massaquoi dans le premier quart-temps. Vers la cinquième minute de jeu, Jerome Harrison reçoit le ballon à quatre yards de la end-zone et ne se prive pas pour ouvrir le score et marquer le premier touchdown du match.
Les Packers reçoivent pour la première fois du match le ballon mais sur le premier jeu, Ryan Grant est taclé par Ahtyba Rubin qui fait relâcher le ballon au running back des Packers provoquant un fumble qui est récupéré par Sheldon Brown sur la ligne des 14 yards. Seneca Wallace rate deux passes en direction de Brian Robiskie, arrêté par Brandon Underwood et Tramon Williams. Wallace ne rate pas sa troisième passe en direction de Robiskie qui fait le break alors qu'il reste huit minutes à jouer dans le premier quart. Néanmoins, Aaron Rodgers réduit l'écart en lançant une passe de 24 yards pour Greg Jennings dans la end-zone. Le second quart-temps démarre avec le touchdown de John Kuhn qui permet aux Packers de recoller au score. Seneca Wallace se heurte à une bonne défense des Packers qui tente de repousser les assauts des Browns mais ils ne font que retarder l'échéance et Wallace délivre une passe à 20 yards pour Benjamin Watson. Plus rien n'est inscrit durant le second tiers-temps et le score est de 21-14 à la mi-temps pour les visiteurs.
Le troisième tiers-temps débute et les Packers, emmené par Matt Flynn, se positionne sur la ligne des 20 yards adverse. Une interférence de passe de Nick Sorensen permet aux Packers de se trouver sur la ligner d'en-but; Kregg Lumpkin marque sur un rush le touchdown permettant aux Packers d'égaliser. Le score en reste là jusqu'à la fin du troisième tiers-temps. Le dernier tiers voit les deux équipes faire jouer leurs kickers. Mason Crosby est le premier à faire passer la balle entre les poteaux à trente-trois yards. Les Packers mènent de trois points mais à une minute de la fin du match, Phil Dawson tente et réussit son tir à une distance de cinquante-huit yards. Graham Harrell n'arrive pas à envoyer ses passes vers ses wide receiver et les Packers dégagent le ballon. Les Browns poussent avec Brett Ratliff qui réussit à deux secondes du terme à placer le ballon à vingt-huit yards des poteaux. Un temps mort est demandé pour arrêter le chronomètre et Dawson réussit son coup de pied, permettant aux Browns d'arracher la victoire dans les ultimes secondes du match.

##### Réactions
Le quarterback Jake Delhomme reste modeste en déclarant que ce n'était qu'un match de pré-saison. Quant à Seneca Wallace, il montre les améliorations de l'équipe de Cleveland en comparaison à l'année dernière (où la franchise avait terminé la saison avec 5-11). « Nous voulons nous améliorer » conclus Wallace. Du côté des Packers, l'ambiance est beaucoup moins festive et Charles Woodson se montre mécontent du match réalisé par l'équipe.

#### Les Packers renversent la situation (1-1)

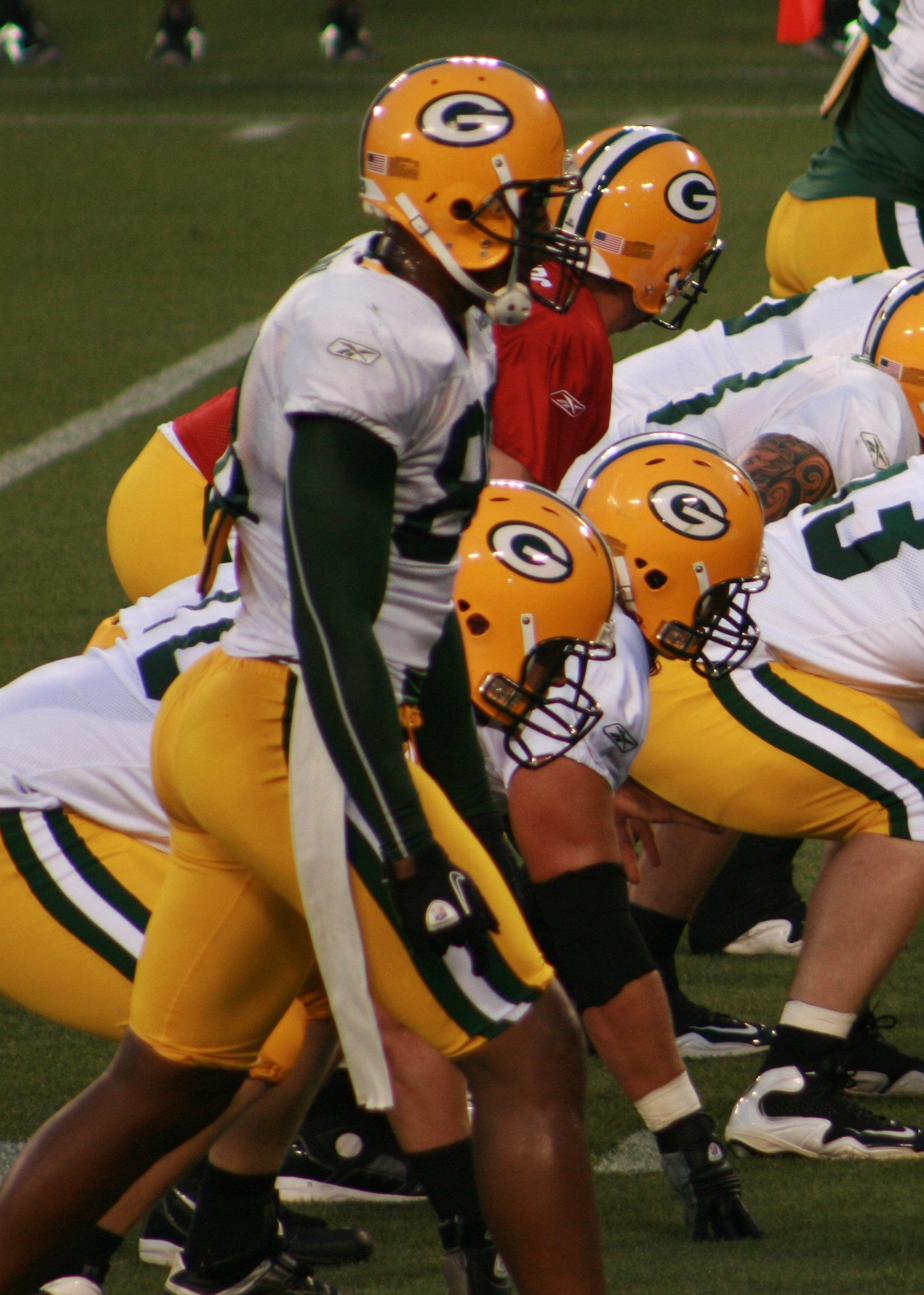
Jermichael Finley (au premier plan) marque un touchdown durant cette rencontre.

Sept jours après avoir perdu contre les Browns, Green Bay se déplaçait sur le terrain des Seahawks de Seattle pour le deuxième match de préparation. C'est la seconde fois que les Packers se déplace à Seattle pour un match de pré-saison, la dernière fois fut le 12 août 1983, qui s'était conclu sur une victoire des Seahawks 38-21. Les Packers arrivent confiant car même si le match contre les Browns s'acheva par une défaite, il faut retenir la performance de Aaron Rodgers et Greg Jennings qui avaient fait un bon match. Les Seahawks, quant à eux, ont remporté leur premier match de pré-saison sur leur terrain contre les Titans du Tennessee avec leur nouvel entraineur Pete Carroll sur un score de 20-18. Les Packers sont obligés de se passer une nouvelle fois de Clay Matthews ou d'autres joueurs comme Donald Driver.
Les deux quarterback numéro un de chaque équipe à savoir Matt Hasselbeck et Aaron Rodgers commencent le match. C'est ce dernier qui permet à Green Bay d'ouvrir le score en envoyant une passe à John Kuhn sur une action se déroulant juste devant la end zone. Seattle réagit tout de suite grâce à Hasselbeck envoyant une passe de onze yards pour Deion Branch permettant d'égaliser. Après ce touchdown, les Packers avancent doucement mais surement, Rodgers passe à Jermichael Finley dans la zone d'en-but pour marquer six nouveaux points pour les verts et ors. Le premier quart se termine sur un avantage de Green Bay de sept points.
Le second quart débute avec une possession pour les Seahawks. Leon Washington fait une course de onze yards et égalise à 14-14 après trois minutes de jeu. Matt Flynn remplace Rodgers pour jouer le second quart mais les Packers se font repousser sur la ligne des seize yards adverses; au moment du quatrième down, Mason Crosby tente un coup de pied et le réussit à trente-quatre yards. Plus rien n'est marqué avant la mi-temps dans une fin de période défensif de la part des deux équipes.
La seconde période débute très mal pour les Packers. Flynn, situé sur sa ligne des quarante-trois yards, fait une passe pour Charles Dillon mais celle-ci est intercepté par Tyjuan Hagler mais il est vite rattrapé par Dillon et plaqué sur la ligne médiane. Cela n'a aucune conséquence car Charlie Whitehurst n'arrive pas à décrocher un first down et les Seahawks dégagent le ballon. Mais Whitehurst réussit à tromper les Packers vers la huitième minute de jeu du quart en lançant une balle pour Benjamin Obomanu de trois yards. Matt Flynn passe une salle soirée en se faisant sacké par Dexter Davis et faisant un fumble, perdant le ballon. Les Seahawks mènent de quatre points après le troisième quart.
Le quatrième quart démarre sur la possession de Seattle résultant au fumble de Matt Flynn. Les Seahawks sont tenus en respect sur la ligne des dix-sept yards des Packers mais Clint Stitser réussi sa tentative de tir entre les poteaux, le score évolue à 24-17 en faveur des locaux. Lors du coup de pied de renvoi des Seahawks juste après le touchdown, Sam Shields rate sa récupération de ballon et Kennard Cox ne se gêne pas pour récupérer le ballon. Les Seahawks sont à neuf yards de la end zone. Le salut arrive de Spencer Havner qui intercepte une passe de Whitehurst et parcourt quatorze yards avant de se faire plaquer par Mike Gibson, Green Bay n'était pas loin du break. Les Packers obtiennent le ballon mais après une bonne progression, ils sont stoppés sur la ligne des trente-trois yards adverse, Mason Crosby réussit sa tentative de tir au but et fait revenir Green Bay à quatre points.
Seattle n'arrive plus à passer le rideau défensif des Packers, se stabilisant sur leur ligne des vingt-huit yards, le ballon est dégagé. Graham Harrell entre en jeu mais c'est surtout sur des courses que Green Bay réussit à s'approcher de la end zone. Brandon Jackson parcourt douze yards avant de marquer un touchdown pour les Packers qui reprenne le dessus alors qu'il ne reste que trois minutes; le score est de 27-24 et ne bougera plus. Sam Shields met fin aux espoirs des Seahawks de revenir en interceptant une passe de Whitehurst.

##### Réactions
L'entraineur des Seahawks déclare que Russell Okung a manqué dans la défense de Seattle et que s'il ne revenait pas ce serait grosse perte. Le quarterback Aaron Rodgers qualifie l'équipe de difficile à arrêter et qu'il y a beaucoup de meneurs de jeu. Nick Collins se dit quant à lui satisfait du jeu proposé par l'équipe.

#### Sans pitié contre les Colts (2-1)
Les joueurs de Mike McCarthy reviennent au Lambeau Field pour affronter les Colts d'Indianapolis pour le troisième match de la pré-saison. Greg Jennings n'est pas mis sur la feuille de match pour cause de blessure Les Colts veulent se ressaisir après deux défaites pour leurs deux premiers matchs de pré-saison contre les 49ers de San Francisco à domicile 37-17 et contre les Bills de Buffalo 34-21.

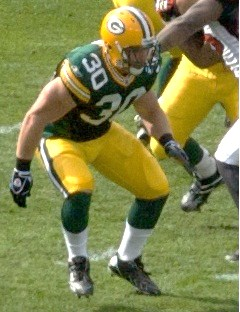
John Kuhn marque son troisième touchdowns en trois matchs.

Le match commence très fort pour Indianapolis avec Joseph Addai qui fait une course de quarante-neuf yards avant de se faire plaquer par Tramon Williams sur la ligne des dix-huit yards des Packers. Dans la continuité, Peyton Manning lance une passe pour Pierre Garçon qui inscrit le premier touchdown de la rencontre. Pour la première possession du ballon des Packers, ils bénéficient de nombreuses pénalités contre les joueurs d'Indianapolis et place l'équipe en bonne situation devant la end zone. Donald Driver, faisant son retour de l'infirmerie, marque le premier touchdown pour les Packers sur une passe de Aaron Rodgers. Dans un match où les deux équipes sont tournés vers l'attaque, Adam Vinatieri tente un field goal qu'il réussit à une distance de 41 yards. Les Colts mènent 10 à 7 à la fin du premier quart.
Dès le début du second quart, Reggie Wayne sur une passe de Manning enfonce le clou et permet à Indianapolis de prendre une avance de dix points.. Néanmoins, sur la possession suivante, les Packers réduise la marque par Jermichael Finley qui sur une passe de Rodgers marque le second touchdown de Green Bay dans la partie. Vers la moitié du second quart, Tim Masthay dégage le ballon depuis le milieu de terrain; Brandon James récupère le ballon mais lâche le ballon, faisant un fumble. Korey Hall récupère le ballon qui traine dans la end zone pour marquer un touchdown que personne n'attendait. À partir de ce moment, les Colts partent dans une spirale infernale. Dans la continuité du touchdown de Hall, Peyton Manning lance un ballon en direction de Garçon mais elle est interceptée par Morgan Burnett qui parcourt onze yards avant d'être arrête sur la ligne des dix-huit yards des Colts. Mais Green Bay ne profite pas de cette occasion pour marquer car Brandon Jackson perd le ballon sur un tacle de Clint Session, la balle est récupérée par Fili Moala. Les Colts se montrent incapable de dépasser la moitié du terrain et Pat McAfee degage le ballon mais Will Blackmon lâche le ballon quand il le reçoit mais le récupère rapidement avant d'être plaquer par Mike Hart. Juste avant la mi-temps, James Jones, sur une passe de trois yards, marque un nouveau touchdown pour Green Bay, portant le score à 28-17 après le Field goal de Mason Crosby.

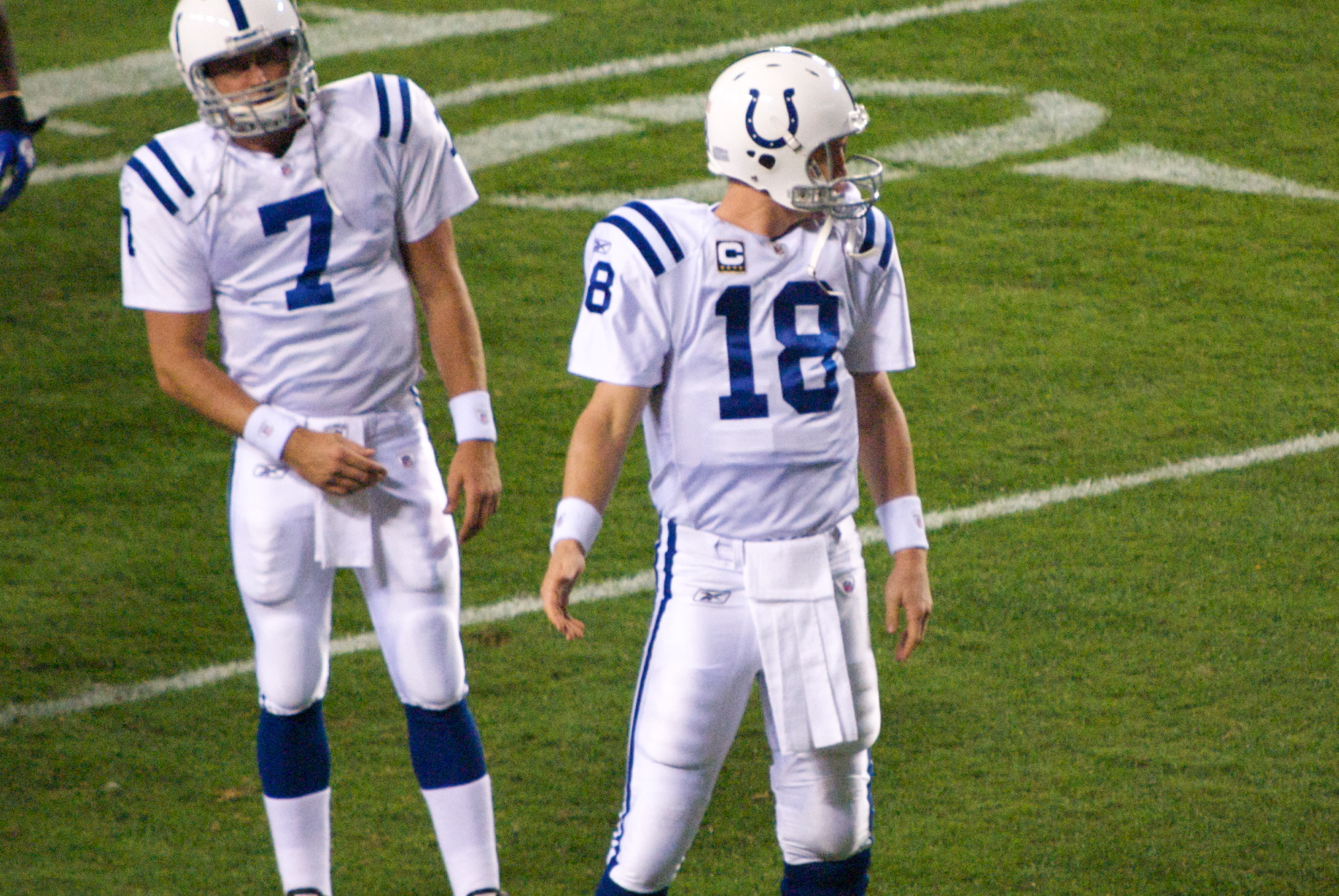
Peyton Manning (#18) et Curtis Painter (#7) ne peuvent empêcher la déroute de leur équipe.

Les Packers sont les premiers à obtenir la possession en seconde période. Il garde le ballon pendant six minutes et quarante secondes avant que Crosby réussit son fiel goal de 28 yards, parti à dix yards de la end-zone. Dans la continuité, Manning prend le ballon mais est sacké par Frank Zombo et perd le ballon, récupéré par Robert Francois qui est plaqué à deux yards de la end-zone par Joseph Addai. Juste après, Matt Flynn passe à John Kuhn qui marque pour Green Bay. L'écart se creuse à 38-17. Indianapolis tente de remonter la tête grâce à Donald Brown qui fait une course de un yard pour réduire l'écart à 38-24 (après Field Goal).
Le dernier quart débute avec le touchdown de Andrew Quarless sur une passe de onze yards de Flynn, les Packers mènent les débats 45-24. Le remplaçant de Manning Curtis Painter ne trouve pas plus de solution que son coéquipier et McAfee se charge de dégager. Kregg Lumpkin marque un nouveau touchdown peu avant la moitié du quart sur une course de un yard, portant le score à 52-24. Jason Chery réserve le meilleur pour la fin au public de Green Bay en retournant un punt de 75 yards de McAfee, mettant un point d'honneur à cette spectaculaire victoire des Packers. Le score ne bouge plus et les Packers l'emportent 59-24.

##### Réactions
Le quarterback Aaron Rodgers déclare que les Packers vont être difficile à arrêter si l'attaque continue à produire du jeu. Son homologue Peyton Manning dit que le score s'est surtout creusé à la fin de match et que l'équipe comporte beaucoup de jeunes et qu'il n'est possible que de s'améliorer malgré quelques bonnes choses à l'attaque. L'entraineur d'Indianapolis Jim Caldwell n'a pas été préoccupé par le score.

#### Privé de ses piliers, Green Bay chute face à Kansas City (2-2)
Green Bay se déplaçait à Kansas City pour affronter les Chiefs. Les Packers doivent d'abord jouer sans leurs principaux joueurs, car McCarthy ne veut prendre aucun risque et risquer une blessure. C'est donc Aaron Rodgers, Charles Woodson, Ryan Grant, Clay Matthews III, Bryan Bulaga, Chad Clifton, Cullen Jenkins et Allen Barbre qui ne sont pas appelés à disputer le match au Arrowhead Stadium. Les adversaires des Packers, les Chiefs de Kansas City ne sont pas dans une grande forme, ayant perdu leurs trois premiers matchs de la pré-saison, d'abord chez les Falcons d'Atlanta 20-10, chez les Buccaneers de Tampa Bay 20 à 15 et à domicile contre les Eagles de Philadelphie 20-17.
Le coup d'envoi est donné par Ryan Succop, le ballon est récupéré par Jason Chery mais il perd le ballon après un tacle de Jackie Battle. John Kuhn le récupère avant de se faire 
plaquer par Javier Arenas sur la ligne des dix-sept yards des Packers.

## Sélections honorifiques
Greg Jennings, Chad Clifton, Clay Matthews, Charles Woodson, Tramon Williams et Nick Collins sont sélectionnés pour le Pro Bowl (avec Matthews, Woodson et Collins comme titulaires). Néanmoins, à cause de leur participation au Super Bowl XLV, ils sont remplacés pour ce match de gala afin de ne pas risquer de blessures.
Clay Matthews est également sélectionné en All-Pro première équipe et Charles Woodson et Nick Collins en All-Pro seconde équipe.